# Rosemont (Californie)
Pour les articles homonymes, voir Rosemont.
Rosemont est une census-designated place du comté de Sacramento, dans l'État de Californie, aux États-Unis,. En 2020, elle compte une population de 23 510 habitants.